# Minerva-Fabienne Hase
Minerva-Fabienne Hase (* 10. Juni 1999 in Berlin) ist eine deutsche Eiskunstläuferin, die zusammen mit Nikita Wolodin im Paarlauf startet und mit ihm den Titel bei den Europameisterschaften 2025 errang. Mit ihrem früheren Partner Nolan Seegert gewann sie dreimal die Deutschen Meisterschaften und vertrat Deutschland bei den Olympischen Winterspielen 2022.

## Werdegang

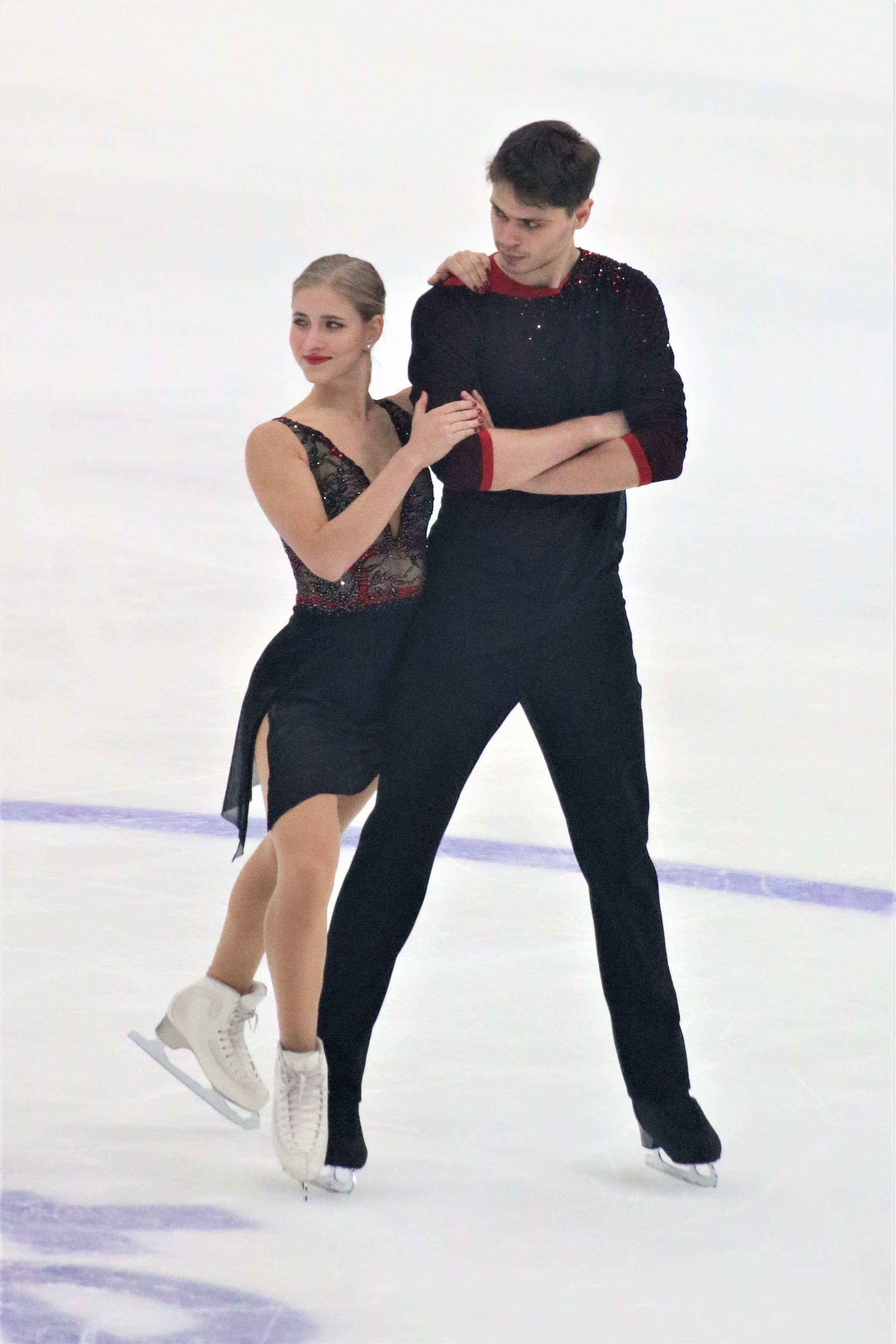
Minerva-Fabienne Hase und Nolan Seegert beim Cup of Russia, 2019

Minerva „Minni“ Hase begann 2004 mit dem Eiskunstlaufen im BSV 92 in Berlin. Sie startete zunächst bei Jugendwettkämpfen als Einzelläuferin und wechselte in der Saison 2014/2015 zum Paarlauf, wo sie mit Nolan Seegert ein Paar bildete. Die zu dieser Zeit 15-Jährige trat im Paarlauf von Anfang an in der Meisterklasse an, da der sieben Jahre ältere Seegert für die Junioren bereits zu alt war. Parallel trat Hase bis zur Saison 2015/16 bei den Deutschen Juniorenmeisterschaften im Einzellauf an. Ab der Saison 2016/17 konzentrierte sie sich ausschließlich auf den Paarlauf.
Hase und Seegert trainierten am Olympiastützpunkt in Berlin-Hohenschönhausen (Sportclub Berlin) bei Romy Oesterreich und dem Russen Dmitri Sawin. Als Choreografen engagierten sie den Kanadier Mark Pillay.
Im Sommer 2022 gaben Hase und Seegert das Ende ihrer gemeinsamen Karriere bekannt.
Seit 2023 tritt Hase zusammen mit Nikita Wolodin an. Sie trainieren in Berlin. Ihr Haupttrainer ist weiterhin Dmitri Sawin, der sie online betreut, vor Ort unterstützt durch die deutschen Trainer Rico Rex und Knut Schubert.
Hase ist im Dienstgrad Hauptgefreiter Soldatin in der Sportfördergruppe der Bundeswehr.

## Erfolge/Ergebnisse

### Mit Seegert
An den nationalen Ausscheidungsläufen zur Teilnahme an den Olympischen Winterspielen 2018 beteiligten sie sich zwar, mussten jedoch wegen einer Rückenverletzung von Hase ausscheiden. Das Eislaufpaar vertrat Deutschland bei den Eiskunstlauf-Weltmeisterschaften 2019, zusammen mit dem Paar Annika Hocke/Ruben Blommaert. Sie erreichten den 13. Platz, Hocke/Blommaert den 14. Platz. So konnten sie gemeinsam wiederum zwei deutschen Paaren die Teilnahme an den nächsten Weltmeisterschaften sichern.
2019 gewannen Hase/Seegert erstmals die Deutschen Meisterschaften im Eiskunstlauf in Stuttgart, nachdem sie sich im Vorjahr noch Aljona Savchenko und Bruno Massot geschlagen geben mussten. Savchenko/Massot nehmen jedoch seit der Wintersaison 2018/19 an keinen internationalen Wettkämpfen mehr teil und auch nicht an den Deutschen Meisterschaften. Bei den Eiskunstlauf-Europameisterschaften 2019 in Minsk belegten Hase/Seegert den sechsten Platz.
Im Herbst 2019 gewannen sie die Bronzemedaille bei dem Grand Prix Cup of Russia. 2020 verteidigten sie ihren Deutschen Meistertitel in Oberstdorf.
Im Februar 2021 erlitt Hase im Training einen Riss der Syndesmose. Das bedeutete das Saison-Aus für sie und dem Paar blieb damit eine Teilnahme bei den Eiskunstlauf-Weltmeisterschaften 2021 in Stockholm versagt. Die Europameisterschaften in Zagreb waren aufgrund der COVID-19-Pandemie abgesagt worden.

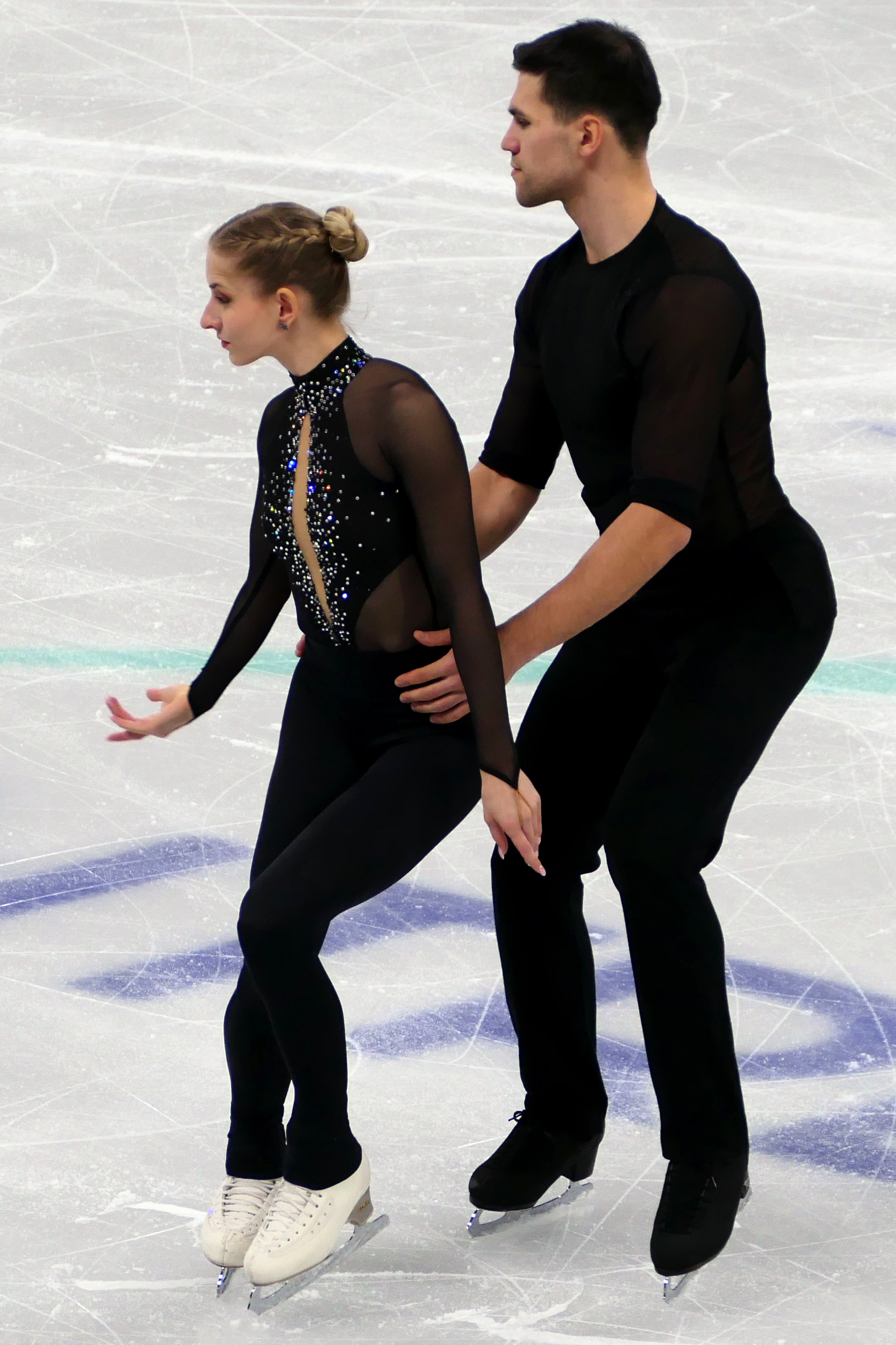
Minerva-Fabienne Hase mit Nikita Wolodin bei der WM 2024

Ab Sommer 2021 trainierte das Paar in Sotschi bei Trainer Dmitri Sawin. Sie erhielten zwei Einladungen in die Grand-Prix-Serie, wo sie einen 5. und einen 7. Platz belegten. 2022 gewannen sie zum dritten Mal die Deutschen Meisterschaften. Bei den Europameisterschaften 2022 wurden sie 8.
Als einziges deutsches Paar konnten sich Hase und Seegert für die Olympischen Winterspiele 2022 qualifizieren. Kurz nach der Ankunft in Beijing wurde Seegert positiv auf COVID-19 getestet und konnte deshalb nicht am Teamwettbewerb teilnehmen. Da kein zweites deutsches Paar qualifiziert war, konnten sie nicht ersetzt werden, wodurch das deutsche Team Punkte verlor und auf dem vorletzten Platz landete. Zum individuellen Wettbewerb war Seegert wieder genesen, hatte aber zehn Tage Training verpasst. Hase und Seegert belegten den 14. Platz im Kurzprogramm und konnten sich damit knapp für die Kür qualifizieren. In der Kür machten sie zahlreiche Fehler – unter anderem musste Seegert zwei Hebungen abbrechen – und fielen auf den 16. Platz.
Infolge des russischen Überfalls auf die Ukraine unmittelbar nach den Olympischen Spielen konnten Hase und Seegert nicht nach Sotschi zurückkehren, da Russland ihnen die Einreise verweigerte; kurz darauf verbot das Bundesministerium der Verteidigung den Mitgliedern der Sportfördergruppe der Bundeswehr, an Training und Wettkämpfen in Russland teilzunehmen. Hase und Seegert verlegten ihren Trainingsstandort nach Bergamo und wurden von Sawin online betreut. Bis zu den Weltmeisterschaften 2022 konnten sie ihren Trainingsrückstand aufholen und erreichten mit der Bestleistung ihrer gesamten Karriere den 5. Platz.

### Mit Wolodin
Minerva-Fabienne Hase und Nikita Wolodin gaben ihr Debüt im September 2023 bei der Lombardia Trophy. Im November 2023 siegte das Paar bei den Grand Prix im finnischen Espoo und in Osaka. Sie waren damit für das Grand-Prix-Finale qualifiziert. Dort erreichten sie ihre Saisonbestleistung mit einem fehlerfreien Kurzprogramm. In der Kür lagen sie durch einen Fehler beim Dreifach-Wurf-Rittberger auf den zweiten Platz hinter Sara Conti und Niccolò Macii, gewannen aber dank des Vorsprungs aus dem Kurzprogramm die Goldmedaille. Bei den Deutschen Meisterschaften 2024 gewannen Hase und Wolodin ihren ersten gemeinsamen Meistertitel. Das Paar vertrat Deutschland bei der Europameisterschaft 2024. Dort erreichten sie im Kurzprogramm Platz 2. Durch einen erneuten Sturz beim Dreifach-Wurf-Rittberger und eine abgebrochene Hebung erreichten sie in der Kür jedoch nur den 6. Platz und damit in der Gesamtwertung Platz 5.
Bei den Weltmeisterschaften 2024 gewann Hase zusammen mit ihrem Partner Nikita Wolodin die Bronzemedaille im Paarlauf.
Im Dezember 2024 gewannen sie zum zweiten Mal in Folge das Grand-Prix-Finale. Bei den Europameisterschaften 2025 in Tallinn gewannen Hase und Wolodin die Goldmedaille im Paarlauf.

## Ergebnisse
mit Nikita Wolodin
| Meisterschaft/Jahr             | 2024    | 2025    |
| ------------------------------ | ------- | ------- |
| Olympische Winterspiele        |         |         |
| Weltmeisterschaften            | 3.      | 2.      |
| Europameisterschaften          | 5.      | 1.      |
| Deutsche Meisterschaften       | 1.      | 1.      |
|                                |         |         |
| Grand-Prix-Wettbewerb / Saison | 2023/24 | 2024/25 |
| Grand-Prix-Finale              | 1.      | 1.      |
| GP Cup of China                |         | 2.      |
| GP Grand Prix de France        |         | 1.      |
| GP Grand Prix Finnland         | 1.      |         |
| GP NHK Trophy                  | 1.      |         |
| CS Lombardia Trophy            | 2.      |         |
| CS Nebelhorn Trophy            | 1.      | 1.      |

mit Nolan Seegert
| Meisterschaft/Jahr                              | 2015    | 2016    | 2017    | 2018    | 2019    | 2020    | 2021    | 2022    |
| ----------------------------------------------- | ------- | ------- | ------- | ------- | ------- | ------- | ------- | ------- |
| Olympische Winterspiele                         |         |         |         |         |         |         |         | 16.     |
| Weltmeisterschaften                             |         |         | 19.     |         | 13.     | A       | Z       | 5.      |
| Europameisterschaften                           | 11.     |         | 12.     |         | 6.      | 5.      | A       | 8.      |
| Deutsche Meisterschaften                        | 2.      | 3.      |         | 2.      | 1.      | 1.      | A       | 1.      |
|                                                 |         |         |         |         |         |         |         |         |
| Grand-Prix-Wettbewerb / Saison                  | 2014/15 | 2015/16 | 2016/17 | 2017/18 | 2018/19 | 2019/20 | 2020/21 | 2021/22 |
| GP Skate America                                |         |         |         |         | 5.      |         |         |         |
| GP Skate Canada                                 |         |         |         |         |         |         |         | 5.      |
| GP Internationaux de France                     |         |         |         |         | 7.      | 7.      | A       |         |
| GP Cup of Russia                                |         |         |         |         |         | 3.      |         |         |
| CS Finnland-Trophy                              |         |         | 7.      | 8.      |         |         |         | 7.      |
| CS Golden Spin                                  |         |         |         |         | 4.      | 3.      |         |         |
| CS Ice Star                                     |         |         |         | 4.      |         |         |         |         |
| CS Nebelhorn Trophy                             |         | 6.      | 6.      |         | 4.      | 5.      | Z       | 1.      |
| CS Tallinn Trophy                               |         | 6.      |         |         |         |         |         |         |
| CS Warsaw Cup                                   |         |         | 3.      | 3.      |         |         |         |         |
| Z = Zurückgezogen; A=Wettbewerb ist ausgefallen |         |         |         |         |         |         |         |         |